# Grand Street (Manhattan)

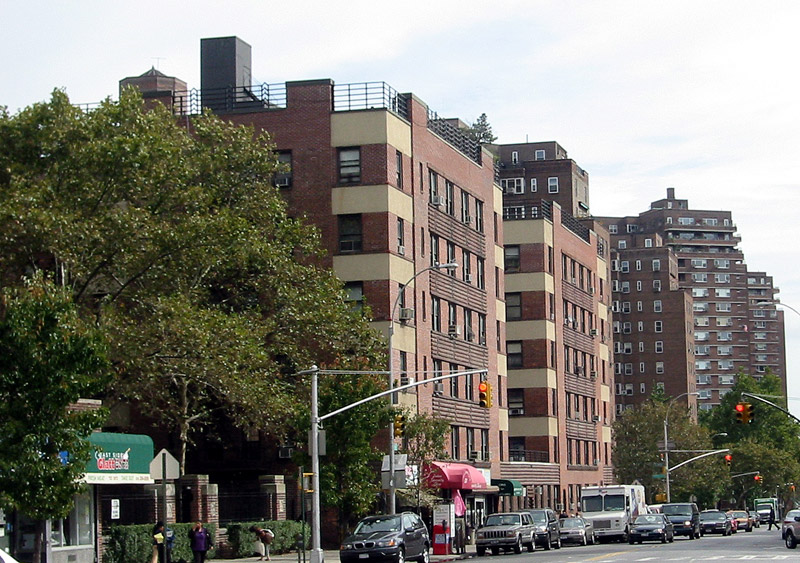
Cooperative Village am östlichen Ende der Grand Street. Die Gebäude im Vordergrund wurden 1930 erbaut und gehören zu den ältesten wohnungsbaugenossenschaftlichen Häusern der Vereinigten Staaten.

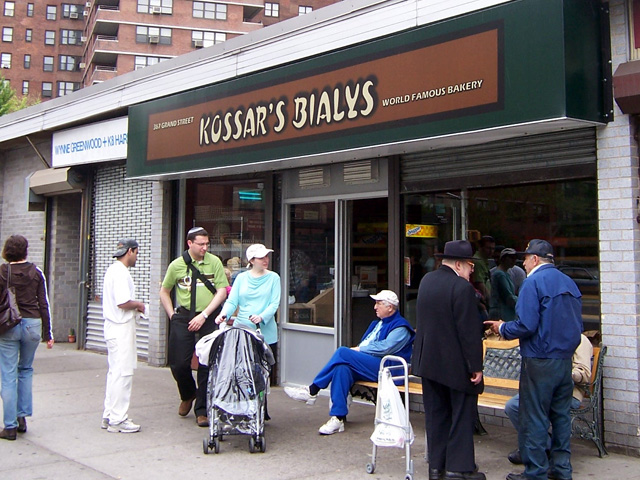
Kossar's Bialys

Die Grand Street ist eine Straße im Süden von New York Citys Stadtbezirk Manhattan, USA.

## Lage und Verlauf
Die Grand Street verläuft durch Downtown Manhattan in ost-westlicher Richtung parallel und südlich der Delancey Street von SoHo über Chinatown, Little Italy und die Lower East Side zum East River.
Westlich der Chrystie Street verläuft die Grand Street als Einbahnstraße – östlich davon in beide Richtungen. Sie verfügt über eine zusätzliche Fahrradspur.
Im 19. Jahrhundert, vor dem Bau der Williamsburg Bridge, verband die Grand Street Ferry die Grand Street (Manhattan) mit der Grand Street (Brooklyn).

## Gebäude entlang der Grand Street
Das Cooperative Village erstreckt sich über mehrere Blocks am südlichen Ende der Grand Street. Andere erwähnenswerte Gebäude umfassen das alte Police Headquarters Building, das Gebäude der Home Savings of America und die Bialystoker Synagogue. 

## Nahverkehr
Die Grand Street ist über die U-Bahn-Haltestelle Grand Street (IND Sixth Avenue Line) an den öffentlichen Nahverkehr angeschlossen.

## Geschäfte
Die meisten der verbliebenen Geschäfte im jüdischen Besitz in der Lower East Side befinden sich an der Grand Street – wie z. B. Kossar's Bialys, East Side Glatt, Moishe's Kosher Bakery oder East Broadway Bakery on Grand.